# Poema del cante jondo
Poema del cante jondo es una obra poética de Federico García Lorca, escrita en 1921 y publicada en 1931. La escritura de los poemas fue paralela a la preparación del Concurso de Cante Jondo de 1922 y refleja, en contraposición a las Suites (escritas entre 1921 y 1923) una nueva orientación del poeta en la búsqueda de lo esencial andaluz, orientación que tiene su origen en su relación con el compositor Manuel de Falla.
La visión de Lorca de la milenaria esencia andaluza es netamente trágica, "somos un pueblo triste, un pueblo estático"; el Amor y la Muerte, el Dolor y la Pena, forman parte del fondo común temático del libro.

## Gestación
García Lorca y Manuel de Falla asistían frecuentemente a la tertulia del carmen de Alonso Cano de Fernando Vílchez, en la que se discutía frecuentemente sobre cante jondo. Falla estaba preocupado por el comercialismo y el flamenquismo, que consideraba una decadencia del género jondo. La idea de crear un café cantante donde preservar los estilos que se perdían dio paso, a sugerencia de Miguel Cerón, a la celebración de un concurso de cante jondo. Fue Cerón quien, en otoño de 1921, presentó la idea a Falla con objeto de que la patrocinase. Las iniciales dudas del compositor fueron vencidas por el entusiasmo juvenil de Lorca y el propio Cerón.
En noviembre de 1921 el poeta, inmerso en los preparativos del proyecto, escribió el grueso de las composiciones que posteriormente serían el Poema del cante jondo, con idea de que su publicación coincidiera con el concurso, que debía celebrarse en junio de 1922. No obstante, la publicación del libro se pospondría una década, hasta 1931.
El 12 de febrero de 1922 Lorca hizo la primera lectura de su conferencia "El Cante Jondo. Primitivo canto andaluz" en el Centro Artístico de Granada. En ella reconocía su deuda con Manuel Falla en lo tocante al conocimiento y documentación sobre el origen y evolución del género. Lorca tiene la convicción de que el cante jondo alcanza su "forma definitiva" a través del mundo gitano, con el que estuvo en contacto desde su infancia. Lo esencial, la hondura atávica de "la canción que es más grito que gesto" es lo que atrae al poeta, "el hilo que nos une con el Oriente impenetrable", "la patética evocación del amor bajo otras lunas y otros vientos".
Expresaba también Lorca el asombro que, como joven poeta moderno ocupado en podar el "frondoso árbol lírico" del legado romántico y postromántico, le produjo el estudio de las letras del cante jondo: "Las más infinitas gradaciones del Dolor y la Pena, puestas al servicio de la expresión más pura y exacta". Esta Pena se manifiesta frecuentemente en el Poema en la forma de una mujer en desesperada búsqueda del amor, tema del cante jondo que lo será también de toda la obra de Lorca.

## Estructura
El Poema del cante jondo se abre, a modo de prólogo o preludio, con el poema "Baladilla de los tres ríos". El Guadalquivir, el Darro y el Genil sirven de introducción del espacio geográfico y temático del libro.
Tras el poema-prólogo, siguen las cuatro secciones principales del libro, el "Poema de la siguiriya gitana", el "Poema de la soleá", el "Poema de la saeta" y el "Gráfico de la petenera". En cada una de estas secciones, formadas por un número variable de poemas (7, 10, 8 y 8 respectivamente) el cante evocado se manifiesta en forma de mujer. Así, la siguiriya es "una muchacha morena"; la soleá es una mujer "vestida con mantos negros"; la saeta, que se canta a la Virgen en Semana Santa; y la petenera es una bailaora gitana. Son poemas de dolor, llanto, muerte y tragedia.

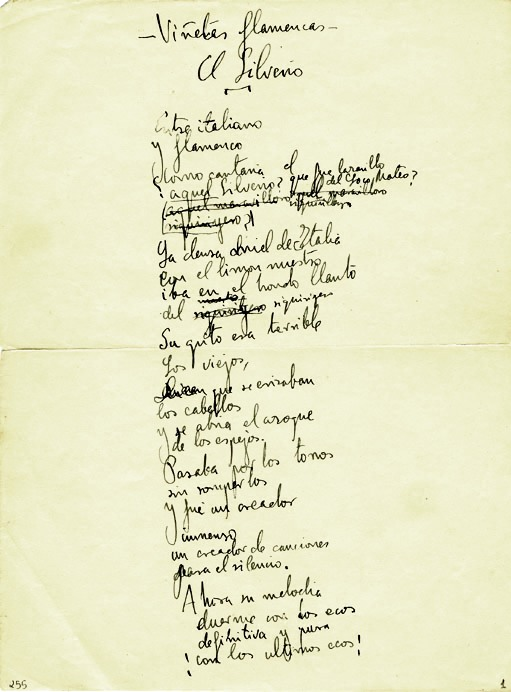
Imagen del manuscrito "Viñetas flamencas" del Poema del cante jondo, noviembre de 1921.

Después dedica cuatro secciones menores al flamenco: "Dos muchachas", "Viñetas flamencas", "Tres ciudades" y "Seis caprichos". En la primera de ellas, formada por dos poemas, "La Lola" y "Amparo", el poeta hace un retrato contrapuesto de la frivolidad de la primera frente a la castidad y sabiduría de la segunda. En "Viñetas flamencas" hace un homenaje a tres cantaores de finales del siglo XIX: "Retrato de Silverio Franconetti", "Juan Breva" y "Café cantante" (dedicado a La Parrala), para retomar después los temas de las secciones principales en los tres poemas siguientes: "Lamentación de la muerte", "Conjuro" y "Memento". "Tres Ciudades" está formada por tres poemas, "Malagueña", "Barrio de Córdoba" y "Baile". La última de las cuatro secciones, "Seis caprichos", reúne seis poemas dedicados a objetos típicos de la escenografía etnográfica del cante jondo : "Adivinanza de la guitarra", "Candil", "Crótalo" (metáfora de las castañuelas), "Chumbera", "Pita" y "Cruz", que define como "punto final del camino".
Concluye con dos diálogos, a manera de cortas escenas de teatro, añadidos en 1925 al libro, "Escena del teniente coronel de la guardia civil" y "Diálogo del Amargo", seguidos cada uno de una canción: "Canción del gitano apaleado" y "Canción de la madre del Amargo" respectivamente. Según Henry Gil, la estrecha relación entre lo dramático de los diálogos y la lírica de las canciones encontrarán posteriormente una fusión en el uso del romance en el Romancero gitano (1928).